# Wahnesia gizo
Wahnesia gizo là loài chuồn chuồn trong họ Argiolestidae. Loài này được Kalkman mô tả khoa học đầu tiên năm 2008.